# Fusiturricula lavinoides
Fusiturricula lavinoides is een slakkensoort uit de familie van de Drilliidae. De wetenschappelijke naam van de soort is voor het eerst geldig gepubliceerd in 1922 door Olsson.